# Dorothea Lange
Dorothea Lange, ameriška fotografinja, * 26. maj 1895, Hoboken, New Jersey, † 11. oktober 1965.
Langejeva je postala prepoznavna predvsem z dokumentarno fotografijo iz obdobja velike depresije, ki se je začela uveljavljati prav v tem obdobju.

## Mladost
Langejeva se je rodila kot Dorothea Margaretta Nutzhorn 26. maja 1895 v mestu Hoboken v ameriški zvezni državi New Jersey. Srednje ime je kasneje izpustila, prav tako pa je prevzela materin dekliški priimek po tem, ko je oče zapustil družino, ko je bila Dorothea stara 12 let. Pri sedmih letih je zbolela za otroško paralizo, zaradi katere je imela oslabljeno desno nogo in je celo življenje šepala.

## Fotografska kariera
Langejeva se je s fotografijo seznanila pri predmetu Clarencea H. Whitea na Univerzi Columbia v New Yorku. Kasneje je pomagala v več fotografskih studijih po New Yorku, kjer je pridobivala izkušnje. Med drugim je delala tudi pri znanem fotografu Arnoldu Gentheju. Leta 1918 se je preselila v San Francisco, kjer je odprla lastni fotografski atelje. Živela je v Berkeleyu, kjer je ostala celo življenje. Leta 1920 se je poročila z znanim slikarjem Maynardom Dixonom, s katerim je imela dva sinova.
Ob začetku Velike depresije se je začela ukvarjati z ulično fotografijo. Njeno zanimanje so vzbudili brezdomci in brezposelni ljudje. Njene fotografije so opazili pri agenciji za preseljevanje (Resettlement Administration (RA)), kasnejši Farm Security Administration (FSA). Langejevi so ponudili službo, ki jo je sprejela.
Decembra 1935 se je ločila od prvega moža in se poročila  s profesorjem ekonomike na Univerzi v Berkeleyu, Paulom Schusterjem Taylorjem. Taylor ji je predstavil problematiko izkoriščanih delavcev, kasneje pa sta skupaj pet let dokumentirala življenje osiromašenih kmečkih skupnosti in izkoriščanih migrantskih delavcev. Taylor je med njimi izvajal ankete, Langejeva pa je skrbela za fotografsko dokumentiranje.  
Med letoma 1935 in 1939 so fotografije Dorotheje Lange postajale v javnosti vse bolj opažene in prepoznavne, k čemur je pripomoglo tudi dejstvo, da so bile brezplačno odstopljene vsem večjim časopisnim hišam v ZDA. Kmalu so njene fotografije postale ikone tistega časa.
Najbolj slavna fotografija Dorotheje Lange je fotografija z naslovom "Migrant Mother". Gre za fotografijo, na kateri je upodobljena Florence Owens Thompson s tremi otroki. Originalna fotografija je bila posneta tako, da sta bila na drogu šotora v spodnjem desnem kotu fotografije vidna palec in kazalec Florence. Kasneje je bila fotografija retuširana tako, da je bil z nje odstranjen palec.
Leta 1960 je Langejeva spregovorila o nastanku fotografije:
Kot bi me k njej privlačil magnet sem opazila lačno in obupano mati. Približala sem se ji in še danes ne vem,kako sem ji pojasnila svoj namen in pomen fotografskega aparata, spominjam pa se, da me ni nič spraševala. Naredila sem pet posnetkov iz različnih bližin, a iz iste smeri. Nisem je spraševala po imenu in njeni življenjski zgodbi. Povedala mi je, da je stara dvaintrideset let. Povedala je, da se prživljajo z zmrznjeno zelenjavo iz okoliških polj ter s pticami, ki jih ujamejo otroci. Pravkar je prodala kolesa s svojega avtomobila, da je kupila hrano. Tam v svojem šotoru je sedela, k njej pa so se stiskali njeni otroci. Izgledalo je, da se zaveda, da ji moje fotografije lahko pomagajo, zato je ona pomagala meni. V zraku je bila nekakšna vzajemnost.
Kasneje je eden od sinov Thompsonove povedal, da je Langejeva v zgodbi spremenila nekaj podrobnosti, kljub temu pa je fotografija dosegla svoj namen; prikazati moč in potrebe migrantskih delavcev.
Leta 1941 je Langejeva za dosežke na področju fotografske umetnosti sprejeta v Guggenheim Fellowship. Po napadu na Pearl Harbor je zavrnila nagrado, da je lahko fotografirala interniranje Američanov japonskega rodu, pri čemer se je osredotočila predvsem na prvo stalno internacijsko taborišče Manzanar. Mnogim njena fotografija pozdrava ameriški zastavi otrok japonskega porekla, tik preden so bili internirani, še danes predstavlja pomnik politike zapiranja ljudi brez obsodb.
Njene fotografije so bile tako kritične do sistema, da jih je Vojska zasegla . Danes so fotografije internirancev dostopne preko spletne strani Nacionalnega arhiva ter v Bancroftovi knjižnici Univerze Berkeley.
Leta 1945 je Ansel Adams Langejevo povabil, da kot predavateljica sodeluje na novo ustanovljenem oddelku za umetniško fotografijo na inštitutu za umetnost v San Franciscu, kjer sta sodelovala tudi Imogen Cunningham in Minor White.
Leta 1952 je bila soustanoviteljica fotografske revije Aperture.
Zadnjih dvajset let je bila Langejeva slabega zdravja. Umrla je za posledicami raka na požiralniku v starosti 70 let.

## Zapuščina
Leta 1972 je Whitney Museum 27 fotografij iz zapuščine Langejeve uporabil za razstavo z naslovom Executive Order 9066.  Razstava je predstavila internacijo američanov japonskega rodu med drugo svetovno vojno.
28. maja 2008 je kalifornijski guverner Arnold Schwarzenegger skupaj z Mario Shriver sprejel Langejevo v kalifornijsko dvorano slavnih.
Leta 2006 so po njej poimenovali šolo v Nipomu, Kalifornija, ki se nahaja v neposredni bližini kraja, kjer je Langejeva posnela "Migrant Mother".